# Volpe d'amore
Volpe d'amore è un album discografico della cantante italiana Milva pubblicato nel 1994 dalla Agorá.

## Descrizione
Nel 1994 Milva torna a collaborare con un musicista greco, come era avvenuto nel 1979 per l'album La mia età nel quale incise brani tratti dal repertorio di Mikīs Theodōrakīs.  
In questa occasione la cantante collabora con compositore e politico greco Thanos Mikroutsikos, appartenente alla sinistra greca fortemente impegnata e antimilitarista. Per l'adattamento italiano dei testi il disco si avvale degli autori Maurizio Piccoli, Davide Daví Lamastra, Massimo Gallerani e Lina Nikolakopoulou. Anche in questo caso si tratta di brani dalla forte connotazione lirica e metaforica, con molti riferimenti metaforici alla politica.

## Edizioni
Il disco viene pubblicato in LP, CD ed MC nel 1994 solo in Grecia con il titolo Volpe d'amore, ulteriormente ristampato in CD nel 2006, e l'anno successivo anche per il mercato giapponese soltanto in CD con il titolo Vento d'amore. In italia il disco viene ritirato dal mercato nel gennaio del 1995 per una controversia legata al diritto d'autore e distribuito solo nel 1998 in CD con il titolo Milva canta Thanos Mikroutsikos, su etichetta Agorá con un brano cambiato rispetto all'originale.
L'album è presente sulle piattaforme digitali e sui servizi di streaming con il titolo Volpe d'amore.

## Tracce
1. Mamma
2. La lunga notte
3. Stranieri
4. Chi sei
5. Anna non piangere
6. Il canto di un'Eneide diversa
7. Profumo d'amore
8. Guarda che notte
9. Vento d'amore
10. La lettera
11. Θάλασσα (Thalassa) = Il Mare